# Рыжиков, Александр Александрович
Рыжиков Александр Александрович (27 мая 1960, Кононово, Красноярский край — 7 января 2000, Герменчук, Чечня) — командир отряда милиции особого назначения Республики Саха (Якутия), подполковник милиции. Герой Российской Федерации.

## Биография
Родился 27 мая 1960 года в посёлке Кононово Сухобузимского района Красноярского края. Учился в профессиональном техническом училище.
С 1979 по 1982 годы проходил срочную службу в ВМФ в Приморском крае. В 1983 году поступил на службу в органы внутренних дел.
С 1989 года — командир взвода специального назначения роты ППС.
1993—1996 гг. — заместитель командира — начальник штаба отряда милиции особого назначения при МВД Республики Саха (Якутия).
С 1996 года и вплоть до своей гибели — командир отряда милиции особого назначения Министерства внутренних дел по Республике Саха (Якутия)
Начиная с 1995 года, подполковник Рыжиков дважды в год командировался на Северный Кавказ — в Чечню и Дагестан.
Погиб 7 января 2000 года в селении Герменчук Шалинского района Чечни. Похоронен в городе Якутске.

#### Подвиг
В 1999 году бойцы якутского ОМОНа во главе с командиром Александром Рыжиковым вновь были командированы в Чеченскую республику.
С 13 декабря 1999 года бойцы действовали под Шали, где федеральным силам оказывали отчаянное сопротивление головорезы из отрядов Хаттаба и Басаева.
7 января 2000 года в комендатуру Шалинского района поступила оперативная информация о том, что в одном из цехов бывшего трубного завода в селении Герменчук боевиками удерживается 50 заложников. Для проведения операции по их освобождению в район бывшего завода была направлена оперативно-следственная группа Шалинского ОВД, которую прикрывали сотрудники ОМОН при МВД Республики Саха (Якутия) и СОБР при УВД Ульяновской области. Бойцами отряда руководил Александр Рыжиков. Одновременно на помощь им выдвинулся дежурный взвод Якутского ОМОНа и Приволжского СОБРа.
На подходе к заводу, где планировалось провести разведку местности, сотрудники милиции попали в засаду ваххабитов. Бандиты, которые имели явный численный перевес, в упор открыли ураганный огонь из стрелкового оружия и гранатомётов. Милиционеры приняли неравный бой.
Александр Рыжиков организовал оборону. Бойцы ОМОН и сотрудники СОБР под шквальным огнём противника вынесли с поля боя более пятидесяти раненых и убитых сотрудников. Подполковник милиции Рыжиков лично эвакуировал 12 бойцов. В критический момент боя, когда погиб прикрывавший товарищей с фланга пулемётчик ОМОНа сержант милиции С. Голомарев, боевики попытались взять милиционеров в клещи. Александр Рыжиков возглавил группу омоновцев, которая под огнём боевиков сумела выдвинуться к огневой точке противника, и лично уничтожил пулемётный расчёт ваххабитов. Прикрывая отход бойцов сводного отряда, Александр Рыжиков получил смертельное ранение в голову.

#### Герой Российской Федерации
Указом Президента Российской Федерации от 29 мая 2000 года № 982 за проявленные мужество и героизм, подполковнику милиции Рыжикову Александру Александровичу присвоено звание Героя Российской Федерации (посмертно). 

## Награды и почётные звания
- Герой Российской Федерации (29.05.2000, посмертно)
- Орден Мужества
- Медаль «За отличие в охране общественного порядка»
- Медаль «За безупречную службу» 2-й и 3-й степени

## Память
- Указом Президента Республики Саха (Якутия) Михаила Николаева и Постановлением Мэра г. Якутска Ильи Михальчука, имя Героя Российской Федерации Рыжикова А. А. присвоено средней общеобразовательной школе № 26 г. Якутска.
- Именем Александра Рыжикова назван сквер в г. Якутске, там же установлен бюст Героя.
- Приказом МВД России № 536 от 4 июня 2002 года навечно зачислен в списки личного состава ОМОН при МВД Республики Саха (Якутия), его имя занесено на мемориальную плиту МВД по Республике Саха (Якутия).[3]
- МВД проводится первенство по военно-прикладному спорту на переходящий «Кубок Героя России Рыжикова А. А.[3]